# Stefan Maierhofer
Stefan Maierhofer (n. 16 august 1982) este un fotbalist austriac care joacă pe postul de atacant  pentru FC Aarau și pentru echipa națională a Austriei.
Maierhofer nu a reușit să se impună la echipa germană Bayern München, jucând doar două meciuri în prima echipă. După ce a fost împrumutat în 2. Bundesliga la echipele TuS Koblenz și Greuther Fürth, el s-a întors în țară pentru a semna cu Rapid Viena. Aici s-a bucurat de o poftă mare de gol, lucru care i-a adus un transfer la clubul englez din Premier League Wolverhampton Wanderers în 2009, unde a jucat doar zece meciuri înainte de a se întoarce în Austria.

## Cariera pe echipe
Maierhofer s-a pregătit inițial să devină bucătar. Atacantul înalt de 2,02 m a ajuns la echipa a doua a lui Bayern München de la SV Langenrohr în iulie 2005 și a semnat un contract de jucător profesionist cu clubul un an mai târziu, reușind să intre pe teren pe final de meci în Bundesliga în două partide în sezonul 2006-2007. În două sezoane la Bayern München II, a marcat 21 goluri în 42 de meciuri în Regionalliga și a fost cel mai bun marcator al echipei în ambele sezoane.
În ianuarie 2007, Maierhofer a semnat cu TuS Koblenz din 2. Bundesliga până la sfârșitul sezonului, marcând trei goluri în 14 meciuri de campionat. În iulie 2007, el a semnat un contract pe doi ani cu o altă echipă din aceeași divizie, SpVgg Greuther Fürth, dar clubul l-a trimis sub formă de împrumut pentru șase luni la Rapid Vienna din Austria, în ianuarie 2008.
El a ajutat-o pe Rapid să câștige titlul de campioană în 2008, după ce a marcat șapte goluri în 11 meciuri de campionat, printre care și dubla din derbiul câștigat scor 2-0 cu Austria Viena și în victoria din deplasare scor 7-0 împotriva rivalei Red Bull Salzburg. După meciurile bune făcute de Maierhofer, clubul l-a cumpărat definitiv și i-a oferit un contract pe trei ani.
Sezonul 2008-2009 a fost cel mai prolific sezon din cariera sa, reușind 27 de goluri, inclusiv două în calificările Ligii Campionilor, ajutându-și clubul să termine în campionat pe locul al doilea.
Pe 31 august 2009 a semnat cu nou promovata din Premier League Wolverhampton Wanderers un contract pe trei ani, pentru o sumă de transfer care nu a fost făcută publică, dar care a fost estimată la 1,8 milioane de lire sterline la 31 august 2009. A înscris la debutul său într-o înfrângere scor 3-1 cu Blackburn Rovers. El a suferit o hernie care l-a făcut indisponibil timp de mai multe luni, iar după ce și-a revenit nu a mai intrat în planurile staffului tehnic de la Wolves. El a fost trimis în schimb sub formă de împrumut timp de o lună la echipa din EFL, Bristol City, în martie 2010 dar nu a reușit nimic notabil.
În timpul verii anului 2010, i s-a transmis că nu mai face parte din planurile antrenorului lui Wolves, Mick McCarthy, și a fost în schimb împrumutat la clubul de 2. Bundesliga MSV Duisburg timp de un sezon pentru sezonul 2010-2011. A înscris 12 goluri în timpul sezonului, pritnre care un gol din semi-finala Cupei DFB, care le-a dus pe Zebre în finala pierdută în fața lui Schalke.
La 23 august 2011, Maierhofer s-a întors în Austria semnând cu Red Bull Salzburg un acord pe doi ani. După un an și jumătate la Salzburg, Maierhofer s-a întors în Germania, semnând un contract cu 1. FC Köln în ianuarie 2013, dar a plecat în vară. La 14 martie 2014, Maierhofer s-a alăturat echipei de Championship Millwall pentru șase luni, până sfârșitul sezonului 2013-2014. Înainte de a semna contractul cu noua sa echipă, Maierhofer a dat probe pentru Queens Park Rangers.
La 19 noiembrie 2014, el a semnat un contract pe termen scurt cu SC Wiener Neustadt din Bundesliga austriacă pentru restul anului 2014. El a făcut parte din primul unsprezece împotriva lui Wolfsberger AC trei zile mai târziu și a marcat primul gol într-o victorie acasă cu 2-0.
La 12 februarie 2016, a semnat un contract pe jumătate de an cu FK AS Trenčín.

## Cariera la națională
Meciurile bune făcute de Maierhofer în timpul primului împrumut la Rapid Vienna i-a asigurat prima convocare la echipa națională a Austriei în aprilie 2008, când a fost numit în lotul preliminar al țării pentru UEFA Euro 2008. Nu a fost inclus pe lista definitivă.
La 20 august 2008 a debutat la națională într-un meci încheiat cu scorul de 2-2 împotriva Italiei, la Nisa. A marcat primul său gol la națională în primul minut al meciului împotriva Insulelor Feroe la 5 septembrie 2009.